# Religion en Asie
Religion en Asie (2020)
- Islam (26,1 %)
- Hindouisme (25,7 %)
- Sans Religion (20 %)
- Bouddhisme (11,3 %)
- Religions populaires (8,6 %)
- Christianisme (7,2 %)
- Autres (1,2 %)

L'Asie est le continent le plus peuplé du monde et le lieu de naissance de nombreuses religions parmi lesquelles le bouddhisme, le christianisme, le confucianisme, l'hindouisme, l’islam, le jaïnisme, le judaïsme, le shintoïsme, le sikhisme, le taoïsme et le zoroastrisme. Toutes les grandes traditions religieuses y sont pratiquées et de nouvelles formes apparaissent en permanence. L'Asie est connue pour sa diversité culturelle. L'islam et l'hindouisme sont les plus importantes religions en Asie avec environ 1.2 milliard d'adhérents chacune.

## Histoire
L'Asie est le berceau de 11 grandes religions, dont les traces écrites comprennent le judaïsme, l'hindouisme, le taoïsme, le shintoïsme, le zoroastrisme, le bouddhisme, le jaïnisme, le christianisme, l'islam, le sikhisme et le bahaïsme.

## Religions abrahamiques
Le judaïsme est la religion majoritaire en Israël (75,6 %) qui compte une population juive de 6.1 millions de personnes.
En dehors d'Israël, il existe de petites communautés de la diaspora juive vivant en Turquie (17 400), en Azerbaïdjan (9 100), en Iran (8 756), en Inde (5 000) et en Ouzbékistan (5 000).

### Christianisme

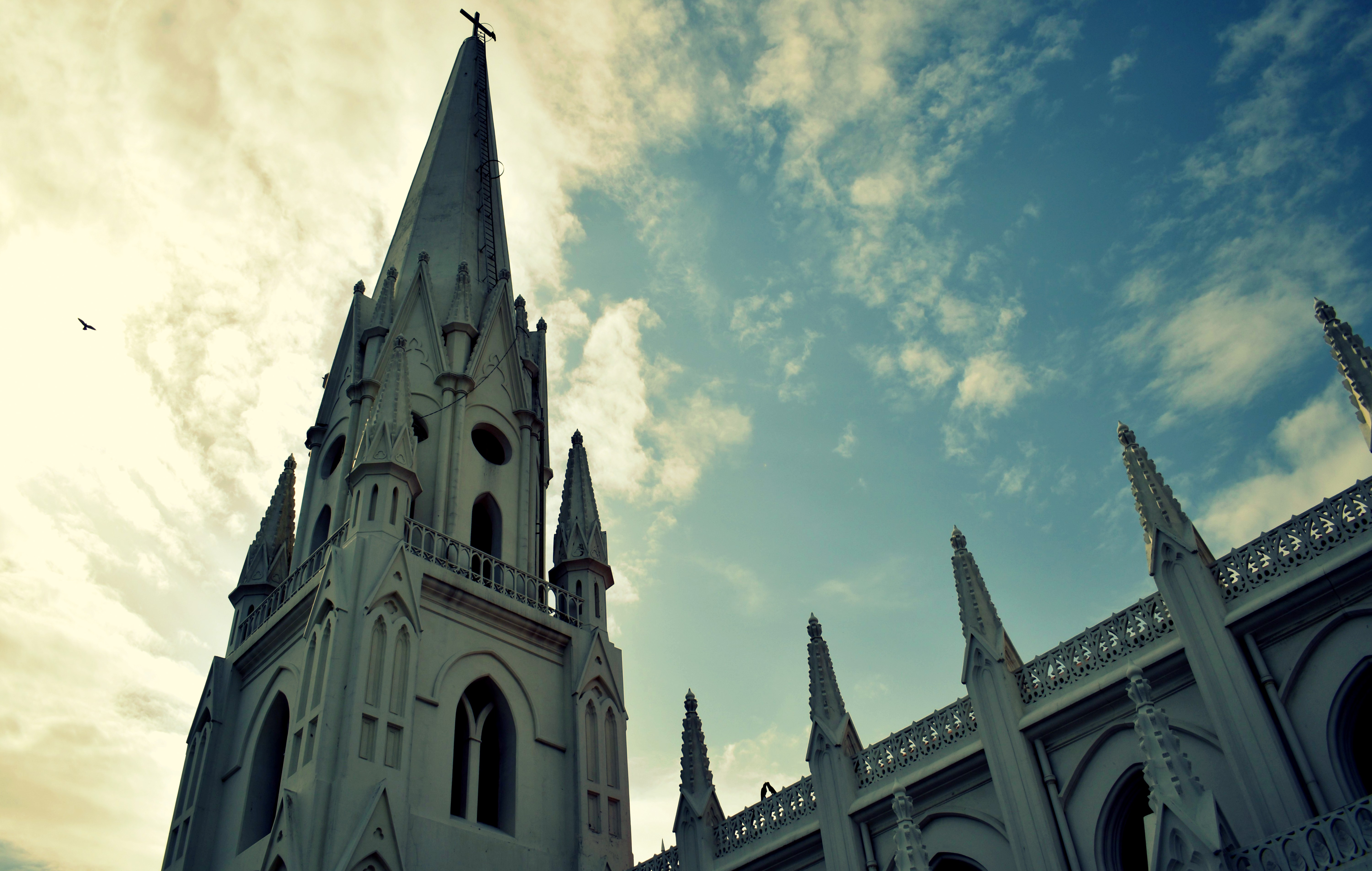
Église de l'Inde du Sud - La première Église anglicane en Inde

Le christianisme est une religion abrahamique monothéiste basé sur la vie et les enseignements de Jésus de Nazareth. Ses adhérents, les chrétiens, croient que le Christ est le Messie dont la venue fut prophétisée dans la Bible hébraïque et l'Ancien Testament chrétien, et relaté dans le Nouveau Testament. Avec ses 2.4 milliards d'adhérents il s'agit de la religion la plus pratiquée au monde, qui fait preuve d'une importante diversité culturelle et traditionnelle. Le christianisme est une religion minoritaire répandue en Asie, avec plus de 286 millions de fidèles en 2010 d'après le Pew Research Center, et presque 364 millions d'après le Book of the Year 2014 de l'Encyclopædia Britannica, soit 12,6 % de la population totale du continent.
Seulement six pays en Asie sont majoritairement chrétiens : la partie asiatique de la Russie qui adhère majoritairement à l’Église orthodoxe russe; Chypre, qui est majoritairement orthodoxe; les Philippines, qui sont la troisième plus grande nation catholique romaine au monde; le Timor oriental qui a la plus importante majorité chrétienne (99,6 %) et catholique romaine (97,6 %) en Asie;l'Arménie, qui fut le premier État à adopter une Église chrétienne comme religion d’État; et la Géorgie (88,1 %). 29,2 % de la population de Corée du Sud est chrétienne (54,5 % de sa population religieuse) et il s'agit aujourd'hui de la religion la plus pratiquée du pays. Les chrétiens sont aussi une minorité religieuse importante au Liban où ils comptent pour 40 % de la population, ainsi qu'au Kazakhstan (26 %), à Singapour (18,3 %), et au Kirghizistan (17 %).

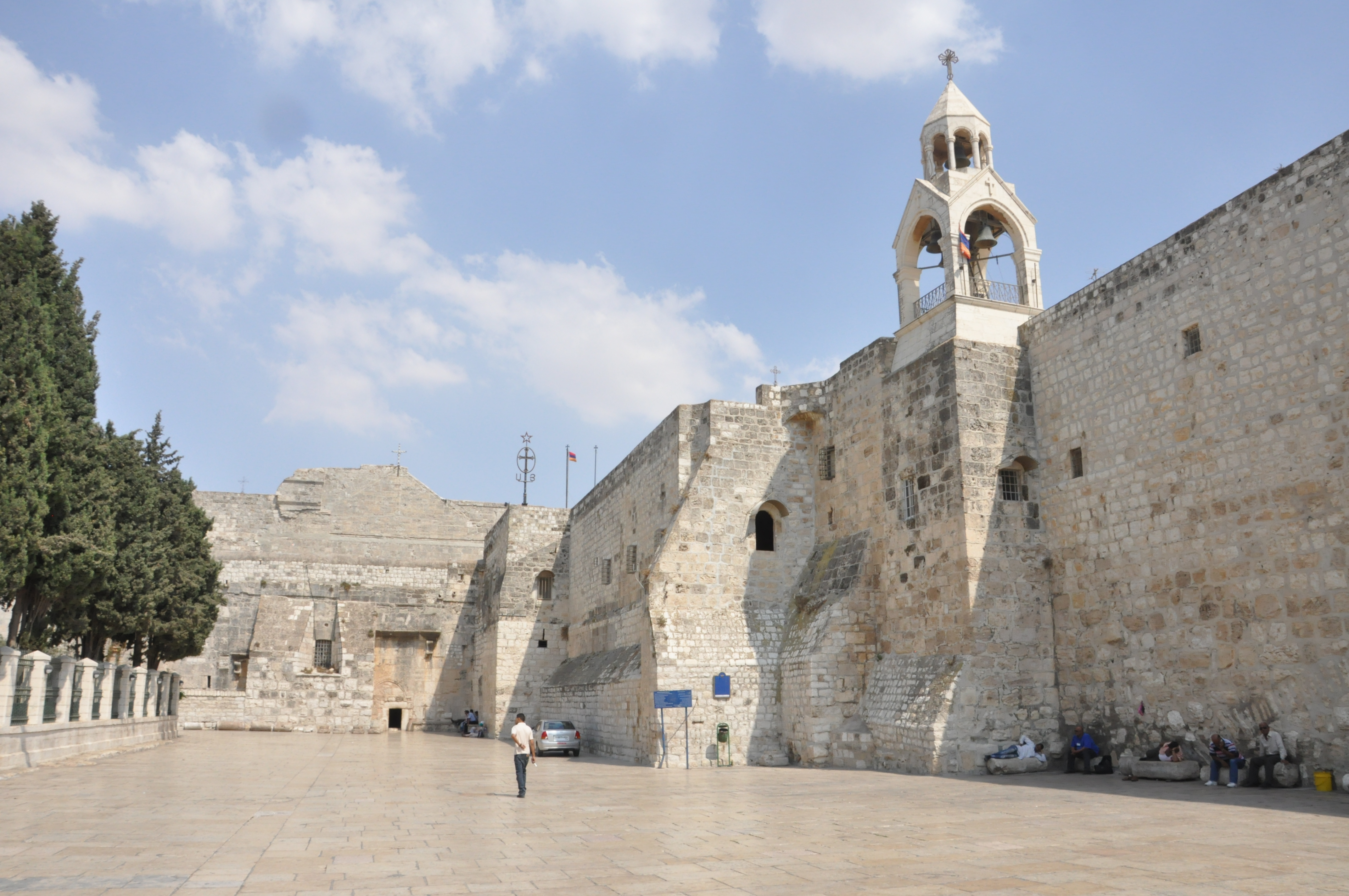
La basilique de la Nativité à Bethléem

Les pays asiatiques à forte population chrétienne sont les Philippines (84 millions), la Chine (68 millions), l'Inde (24 millions), l'Indonésie (23 millions), le Kazakhstan (4,7 millions), la Corée du Sud (15 millions), le Viêt Nam (7 millions), la Géorgie (4,6 millions), l'Arménie (3,2 millions), la Malaisie (2,6 millions), le Japon (2,5 millions), le Pakistan (2,5 millions), l'Ouzbékistan (2,5 millions), la Syrie (1,8 million), le Sri Lanka (1,5 million), le Timor oriental (1,2 million) et Taïwan (un million).
Il existe encore d'importantes et anciennes communautés de chrétiens d'Orient et de  chrétiens arabes au Liban, en Irak, en Iran, en Turquie,, en Syrie, en Jordanie, en Israël et en Palestine pour un total de plus de 3 millions en Asie de l'Ouest. Il existe également une grande population de travailleurs expatriés dont fait partie une importante communauté chrétienne qui vit dans la péninsule arabique et compte plus de 3 millions de personnes.

### Islam

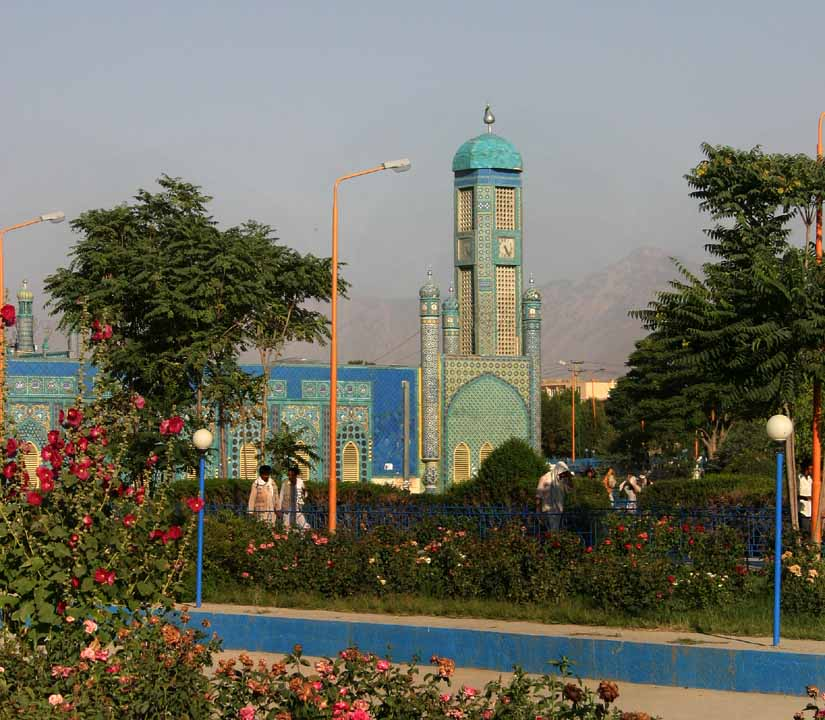
Mosquée en Afghanistan

L'islam est une religion monothéiste abrahamique prenant sa source dans le Coran, considéré comme étant le réceptacle de la parole de Dieu (en Arabe : الله, Allāh) et dans les enseignements et faits et gestes (rapportés dans la sunna, composée de hadiths) de Mahomet, considéré par les fidèles comme le dernier prophète de Dieu. L'islam est l'une des deux plus importantes religions en Asie avec près d'1,3 milliard de fidèles. C'est en Asie que l'on trouve le plus grand nombre de musulmans au monde. C'est en Asie du Sud et du Sud-Est que l'on trouve les pays musulmans les plus peuplés avec l'Indonésie, le Pakistan, l'Inde et le Bangladesh comptant chacun plus de 100 millions de fidèles. D'après les chiffres du gouvernement des États-Unis, en 2006 il y a avait 20 millions de musulmans en Chine. En Asie de l'Ouest, les pays non-arabes que sont la Turquie et l'Iran comptent le plus grand nombre de musulmans. En Asie centrale, l’Afghanistan et l'Ouzbékistan comptent le plus grand nombre de musulmans
C'est en Indonésie que l'on trouve le plus grand nombre de musulmans au monde, avec 86 % de la population. Le Pakistan est à 97 % musulman, le Bangladesh à 89 %. La population musulmane de l'Inde représente 14 % du total, soit environ 190 millions de personnes. Environ 6 à 11 %, soit quelque 6 à 12 millions de personnes aux Philippines sont musulmanes,,,. Les musulmans de Thaïlande représentent 4,6 % de la population, soit environ 3 millions de personnes. De plus, les musulmans du Sri Lanka représentent 10 % de la population, soit environ 2,5 millions de personnes.
Le Bangladesh, la Malaisie, l'Indonésie, Brunei, le Kazakhstan, le Qatar, le Koweït, le Pakistan, l'Afghanistan, l'Ouzbékistan, les Maldives, le Tadjikistan, le Turkménistan, l'Irak, l'Iran, la Syrie, l'Arabie saoudite, le Bahreïn, le Yémen, les Émirats arabes unis, l'Oman, la Turquie, l'Azerbaïdjan, le Kirghizistan, la Jordanie, la Palestine et le Liban sont les 27 États à majorité musulmane d'Asie.

### Bahaïsme

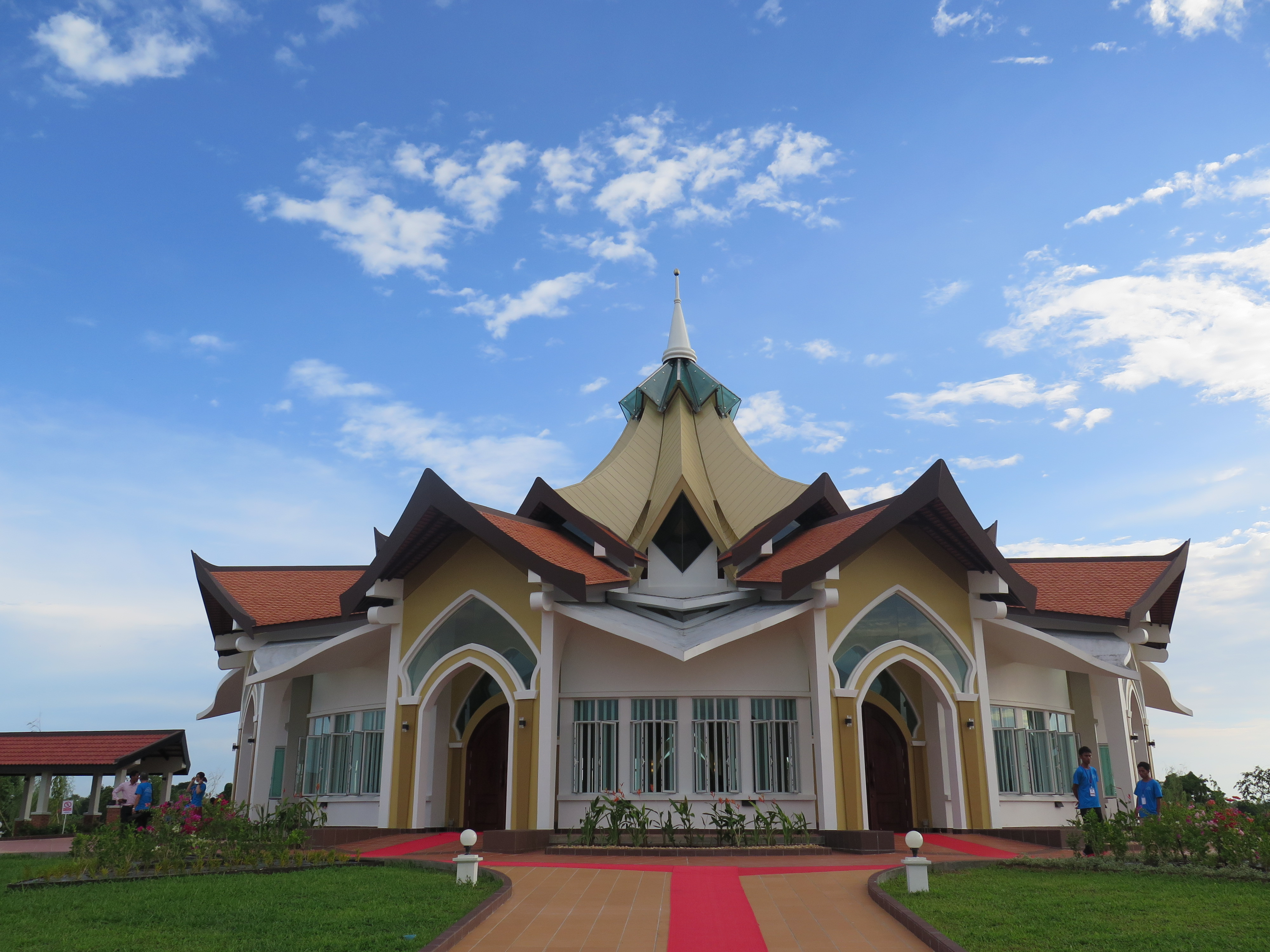
Temple baha’i (Battambang, Cambodge).

Le bahaïsme est une religion abrahamique et monothéiste, bien que très différente du christianisme, du judaïsme et de l'islam. Elle fut fondée par Mīrzā Ḥusayn-ʿAlī Nūrī, surnommé Bahāʾ-Allāh en Perse au XIXe siècle. C'est en Inde que l'on trouve le plus grand nombre de baha'is avec plus de deux millions de fidèles, ainsi que le Temple du Lotus. Un nombre important de fidèles est présent dans de nombreux pays y compris le Viêt Nam et la Malaisie, dans laquelle "autour de 1 %" de la population serait baha'ie, soit 260 000 personnes.
Aujourd'hui en Iran la religion est sévèrement persécutée. Au Turkménistan, la foi baha’ie est de facto interdite et des personnes se sont vues confisquer leurs textes sacrés baha'is.

### Druzes

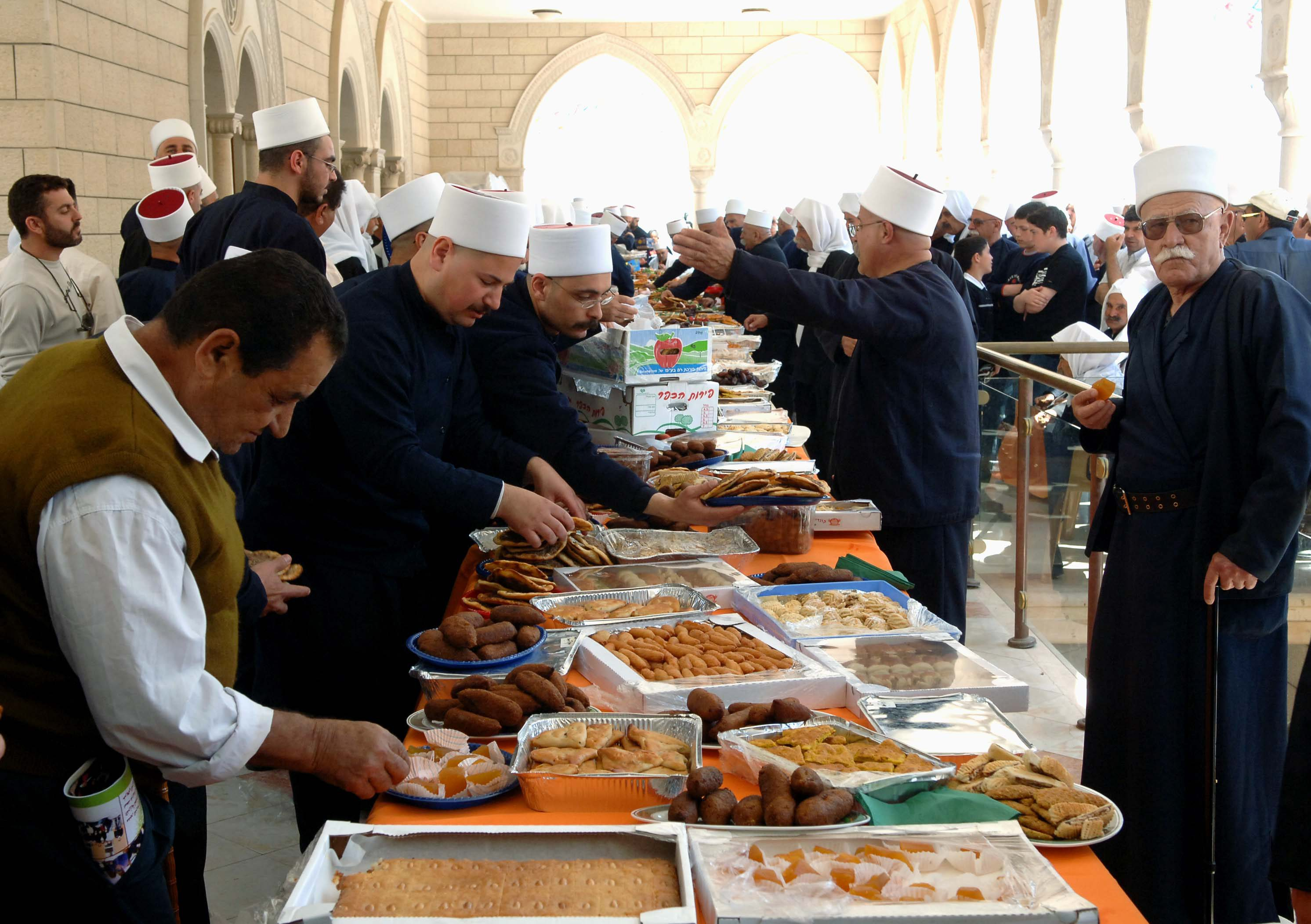
Dignitaires druzes célébrant le festival Nabi Shu'ayb sur la tombe du prophète à Hattin, Israël.

Les Druzes sont un groupe ethnoreligieux arabophone originaire du Proche-Orient. Jéthro de Midian est considéré comme l'ancêtre des Druzes, qui voient en lui un chef spirituel et un prophète majeur,,,,. Il s'agit d'une religion monothéiste et abrahamique basée sur l'enseignement d'Hamza ibn Ali ibn Ahmad et du sixième calife fatimide al-Hakim bi-Amr Allah, ainsi que de philosophes grecs de l'Antiquité comme Platon, Aristote, Pythagore et Zénon de Citium,. Les Druzes ne se considèrent pas comme des musulmans,,.
Le nombre de Druzes dans le monde est estimé entre 800 000 et un million, la grande majorité d'entre eux vivant au Proche-Orient. L'Institute of Druze Studies estime que 40 à 50 % des Druzes vivent en Syrie, 30 à 40 % au Liban, 6 à 7 % en Israël et 1 à 2 % en Jordanie. 2 % de la population druze est aussi répartie dans d'autres pays du Moyen-Orient.
On estime que les Druzes du Liban constituent environ 5,2 % de la population du pays, soit 250 000 personnes, et que les Druzes syriens constitueraient environ 3,2 % de la population (en 2010), soit environ 700 000 personnes (y compris les résidents du plateau du Golan). En 2019, 143 000 Druzes vivaient en Israël, soit 1,6 % de la population totale du pays. On estime que les Druzes jordaniens constituent environ 0,5 % de la population totale de la Jordanie, soit environ 32 000 personnes.

## Religions d'Asie de l'Est

### Confucianisme
Le Confucianisme est fondé en Chine ancienne par Confucius (551 av. J.-C. - 479 av. J.-C.). Le confucianisme imprègne la culture et l'Histoire de l'Asie de l'Est et se soucie de problématiques morales, sociales, politiques, philosophiques et religieuses. Le confucianisme met l'accent sur la famille, la hiérarchie sociale et l'intégrité personnelle, et se manifeste davantage par des pratiques et des attitudes personnelles que par des institutions. Le confucianisme fut toutefois considéré comme la religion d’État de pays d'Asie de l'Est au cours de certaines périodes. De nos jours, les diasporas chinoise, coréenne, japonaise et vietnamienne ont répandu le confucianisme dans le monde entier.

### Taoïsme
Le taoïsme est une tradition philosophique et religieuse hétérogène qui met l'accent sur le fait de vivre en harmonie avec le Tao, un terme signifiant "la voie", "le chemin" ou "le principe". Ce concept est partagé avec d'autres philosophies et religions chinoises. Dans le taoïsme cependant, le Tao désigne à la fois la source et la force directrice inhérentes à tout ce qui existe. Il est en fait ineffable : "Le Tao qui peut être dit n'est pas la Tao éternel".
Lao Tseu est traditionnellement considéré comme le fondateur du taoïsme et est étroitement associé avec le taoïsme "des origines" ou "primordial". Son existence historique fait l'objet de controverses récurrentes. L’œuvre qui lui est attribuée, le Dao de jing, est cependant datée du IVe siècle av. J.-C.
L'éthique et les codes de conduite du taoïsme varient d'une école à l'autre, mais ils mettent en général en avant le wuwei (non-intervention), l'authenticité, la simplicité, la spontanéité ainsi que les Trois Trésors : la compassion, la modération et l'humilité.
D'importantes communautés taoïstes se trouvent en Chine, en Corée, au Japon et au Vietnam et dans les diasporas chinoise, coréenne, japonaise et vietnamienne.

### Religion traditionnelle chinoise
La religion traditionnelle chinoise désigne les traditions religieuses ethniques qui ont été parmi les principaux systèmes de croyances en Chine et parmi les Hans pendant la majeure partie de l'histoire de la civilisation chinoise.Cet ensemble de croyances comprend la mythologie chinoise et inclut le culte de nombreux shen (神, shén; "divinités", "esprits", "consciences", archétypes") qui peuvent être des divinités de la nature, des divinités associées à certains clans ou villes ou encore des divinités nationales, ainsi que des héros culturels et des demi-dieux, des dragons et des ancêtres. La religion traditionnelle chinoise est parfois associé au taoïsme, dans la mesure où  il s'efforce d'assimiler ou d'administrer les religions locales. On pourrait définir plus précisément le taoïsme comme une composante de la religion chinoise, dans la mesure où il est issu de la religion traditionnelle et de la philosophie chinoise. Avec plus de 454 millions d'adhérent, soit autour de 6,6 % de la population mondiale, la religion traditionnelle chinoise est une des traditions religieuses majeures dans le monde. En Chine, plus de 30 % de la population adhèrent aux religions traditionnelles ou au taoïsme.

### Shintoïsme

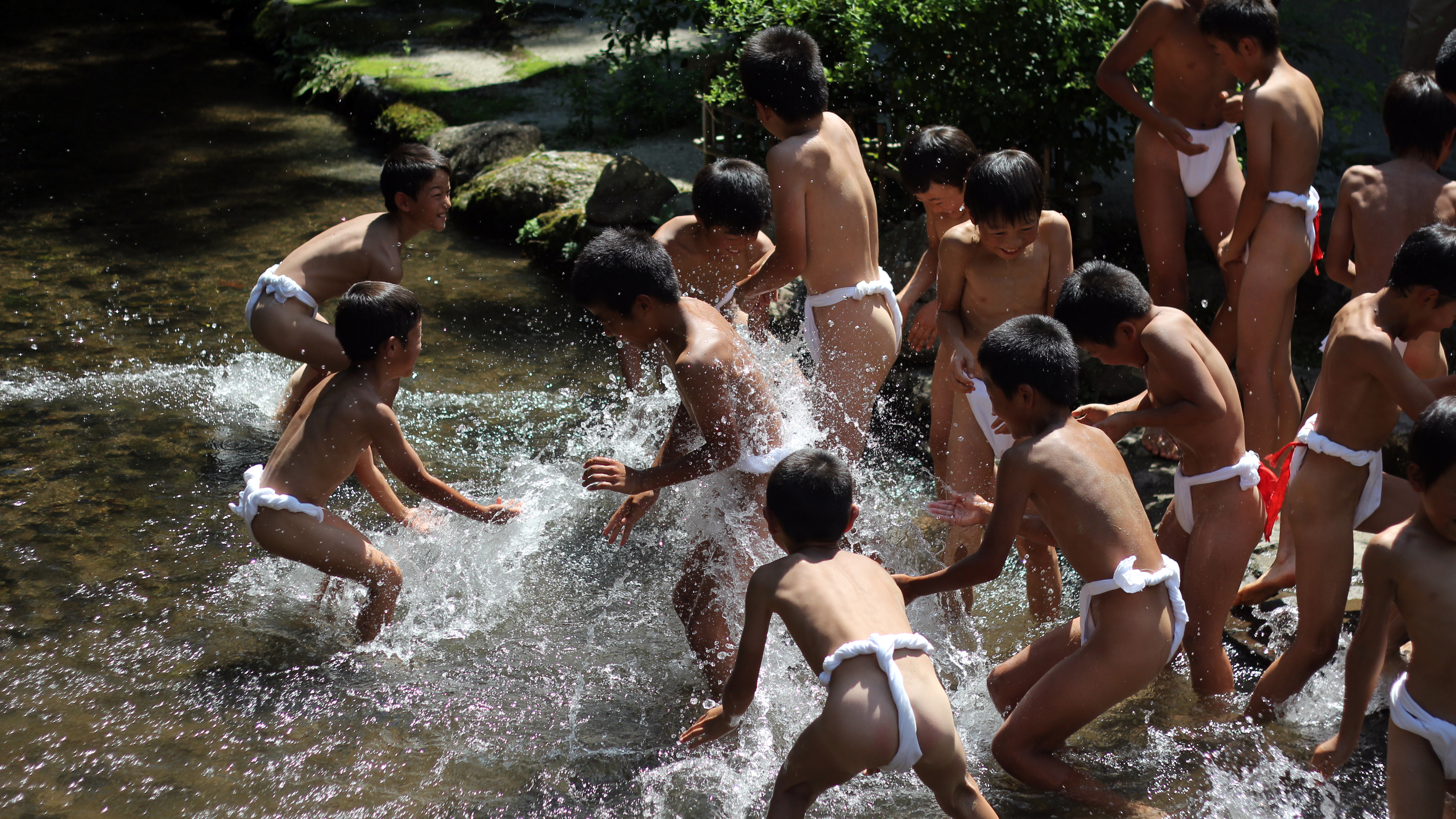
Rite de purification shinto après un tournoi cérémoniel de sumo pour enfants au Kamigamo-jinja à Kyoto

Le Shinto est presque exclusivement pratiqué au Japon et par la diaspora japonaise. Il s'agit d'un ensemble de pratiques établissant un lien entre le Japon moderne et son passé ancien. Les premières pratiques shintos ont été mises à l'écrit et codifiées dans le Kojiki et le Nihon Shoki aux VIIe et VIIIe siècles. Toutefois, ces écrits japonais anciens ne font pas référence à une "religion shinto" unifiée, mais à un ensemble désorganisé de folklore, d'histoire et de mythologie. Le Shinto s'applique aujourd'hui aux sanctuaires publics employés à différentes fins, comme mémoriels de guerre, pour des fêtes de la récolte ou en tant que monuments historiques.
Le Shinto est la religion la plus répandue au Japon, pratiquée par presque 80 % de la population. Seul un faible pourcentage s'identifie pourtant comme "shintoïstes" dans les recensements. D'après des recensements effectués en 2006 et 2008, entre 3 % et 3,9 % de la population japonaise appartiendrai à un groupe shinto ou à une religion dérivée.

### Mugyo
Le muisme ("religion des mu (chamanes)") parfois appelé le Shinisme ou Sinisme (en coréen : 신교, hanja : 神敎; Shingyo ou Shinkyo, qu'on peut traduire en « religion des esprits/dieux »), est un ensemble de pratiques et de croyances religieuses propres aux Coréens et à la diaspora coréenne. En Corée du Sud, le terme le plus utilisé est muisme et un chaman est appelé mudang (무당, 巫堂). Le rôle du mudang, qui est le plus souvent une femme, est de servir d'intermédiaire entre des esprits ou des dieux et des êtres humains.
Des personnes ayant besoin d'aide avec le monde des esprits engagent des mudangs. Ces chamanes pratiquent des rituels comme le kut ou le kosa afin de faire tourner la chance de leurs clients, de guérir des maladies en exorcisant les mauvais esprit, ou encore apaiser des divinités locales. De tels rituels sont aussi pratiqués pour guider l'esprit d'une personne décédée vers l'au-delà. Cette religion est aujourd'hui minoritaire, mais connait un regain d'intérêt ces dernières années.

### Religion traditionnelle vietnamienne

Drapeau à cinq couleurs (cờ Ngũ sắc)

La religion traditionnelle vietnamienne (vietnamien : tín ngưỡng dân gian Việt Nam, aussi appelée Đạo Lương, Chữ Hán : 道良), est la première religion du Viêt Nam, pratiquée par 45,3 % de la population. La religion traditionnelle vietnamienne n'est pas une religion organisée, mais un ensemble de traditions cultuelles locales dédiées aux thần, ce qui peut se traduire par "dieux" ou "esprits". Ces dieux peuvent être des divinités de la nature ou des divinités nationales, les divinités tutélaires d'une certaine communauté, ou les dieux ancestraux d'une famille spécifique. Ces dieux ancestraux sont souvent des personnes héroïques divinisées. La mythologie vietnamienne transmet des récits des actions de nombreux dieux cosmiques et héros culturels.
La religion traditionnelle vietnamienne est parfois associées au confucianisme dans la mesure où elle porte des valeurs promues par Confucius. Le Đạo Mẫu est une forme particulière de religion traditionnelle vietnamienne qui donne une importance particulière à certaines déesses mères au sein de son panthéon. Le gouvernement du Viêt Nam considère le caodaïsme comme une forme particulière de religion traditionnelle vietnamienne, dans la mesure où il combine le culte des thần ou des esprits locaux avec le bouddhisme, le confucianisme et le taoïsme, ainsi qu'avec des éléments du catholicisme, du spiritisme et de la théosophie,.

## Religions indiennes
Les religions dharmiques sont les plus vieilles religions d'Asie. Elles sont toutes originaires du sous-continent indien. Ces religions partagent les concepts de dharma, de karma et de la réincarnation, mais leur interprétation varie d'une religion à l'autre.

### Hindouisme

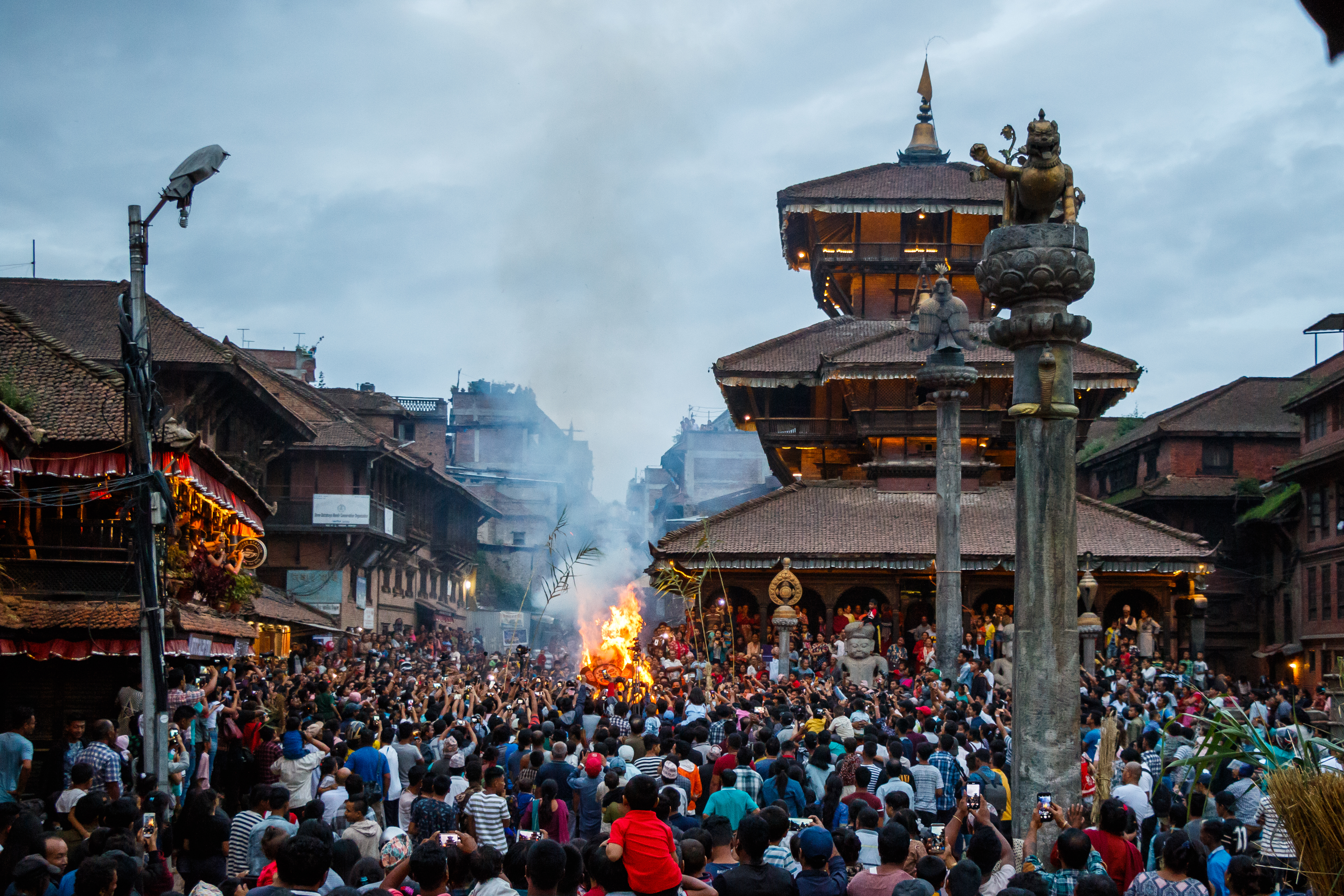
Temple de Bhaktapur, Népal

L'hindouisme est la première religion d'Asie avec 1,3 milliard de fidèles, principalement en Asie du Sud et du Sud-Est. Comme toutes les religions dharmiques, l'hindouisme est originaire d'Inde. Plus de 94 % des hindous dans le monde vivent en Inde. D'un point de vue démographique, il s'agit de la plus importante religion en Inde (80 %), au Népal (85 %), et sur l'île de Bali (87 %), avec d’importantes minorités au Bhoutan, aux Fidji, en Indonésie, en Malaisie, au Bangladesh, au Pakistan, à Singapour, au Sri Lanka, aux Émirats Arabes Unis, en Oman, au Yémen, en Russie,en Arabie Saoudite, au Bahreïn, au Koweït, au Qatar, à Myanmar, aux Philippines, et en Afghanistan. En 2020, il y avait 1,10 milliard d'hindous en Inde, 23,5 millions au Népal et 14,5 millions au Bangladesh.

### Bouddhisme

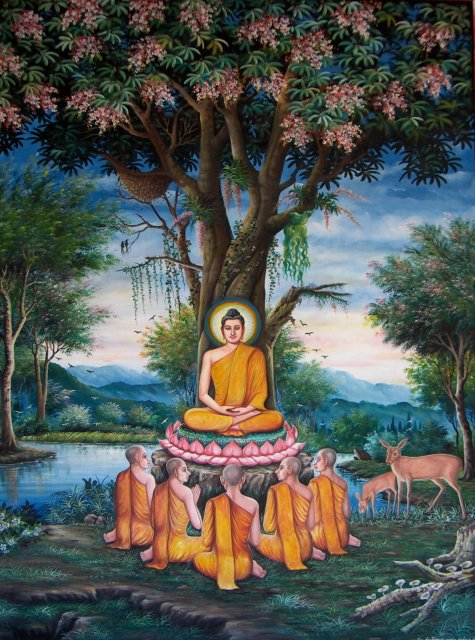
Siddhartha Gautama

Le bouddhisme est fondé par Siddartha Gautama, aussi appelé le Buddha aux VIe – Ve siècles av. J.-C. Le bouddhisme est la quatrième plus grande religion du monde, et la troisième plus grande d'Asie, étant pratiqué par 12 % de la population du continent. Il s'agit de la religion majoritaire en Thaïlande (95 %), à Myanmar (89 %), au Cambodge (98 %),, au Sri Lanka (70 %), au Laos (67 %), en Mongolie (54 %), au Japon (20 %. - 36 % ou 67 %), au Bhoutan (75 %), au Tibet (79%) et à Macao (80%). On trouve une importante population bouddhiste à Taïwan (35 %), à Singapour (33 %), en Corée du Sud (22,9 %), en Malaisie (19,8 %), en Chine (18.2 %), à Hong Kong (15 %), en Corée du Nord (13,8 %), au Népal (10.7 %), au Viêt Nam (10 %), au Ladakh (39,65 %) et au Sikkim (27,39 %). On trouve aussi d'importantes minorités bouddhistes en Inde, en Indonésie, au Brunei, aux Philippines, au Bangladesh et en Russie.
Avant l'avènement de l'islam, le bouddhisme était une des religions les plus pratiquées en Asie Centrale, en Afghanistan, en Malaisie, aux Philippines, et en Indonésie,.

### Jaïnisme
Le jaïnisme est une religion indienne basée sur les enseignements de Mahāvīra. On trouve la majorité des jaïns en Inde, mais aussi de plus en plus dans d'autres pays du monde. Les jaïns ont contribué de manière significative aux sphères politiques, éthiques et économiques de l'Inde. Les jaïns ont une ancienne tradition d'érudition et présentent le plus fort taux d'alphabétisation de toutes les communautés religieuses en Inde,. Les bibliothèques jaïns sont les plus anciennes du pays.

### Sikhisme
Le sikhisme est la cinquième plus grande religion organisée au monde, avec autour de 30 millions de fidèles, et qui connait une des croissances les plus régulières. Il s'agit d'une religion monothéiste fondée par Guru Nanak Dev au XVIe siècle. Le sikhisme est originaire du Pendjab, au nord du sous-continent indien.
Ce système religieux est traditionnellement connue sous le nom de Gurmat (signifiant littéralement "la doctrine de gourous") ou Sikh Dharm. Le terme "sikhime" vient du mot sikh, qui vient lui-même de la racine sanskrite śhiṣhya signifiant "disciple" ou "apprenant, ou śhikṣha signifiant "instruction".
Le sikhisme est la quatrième plus grande religion d'Inde, comptant 2¨% de la population parmi ses fidèles. On rencontre aussi un nombre important de sikhs en Malaisie, en Thaïlande, en Birmanie, aux Philippines, au Pakistan, en Afghanistan, à Hong Kong, à Singapour, en Indonésie, au Koweït et aux Émirats Arabes Unis.

## Religions iraniennes

### Zoroastrisme

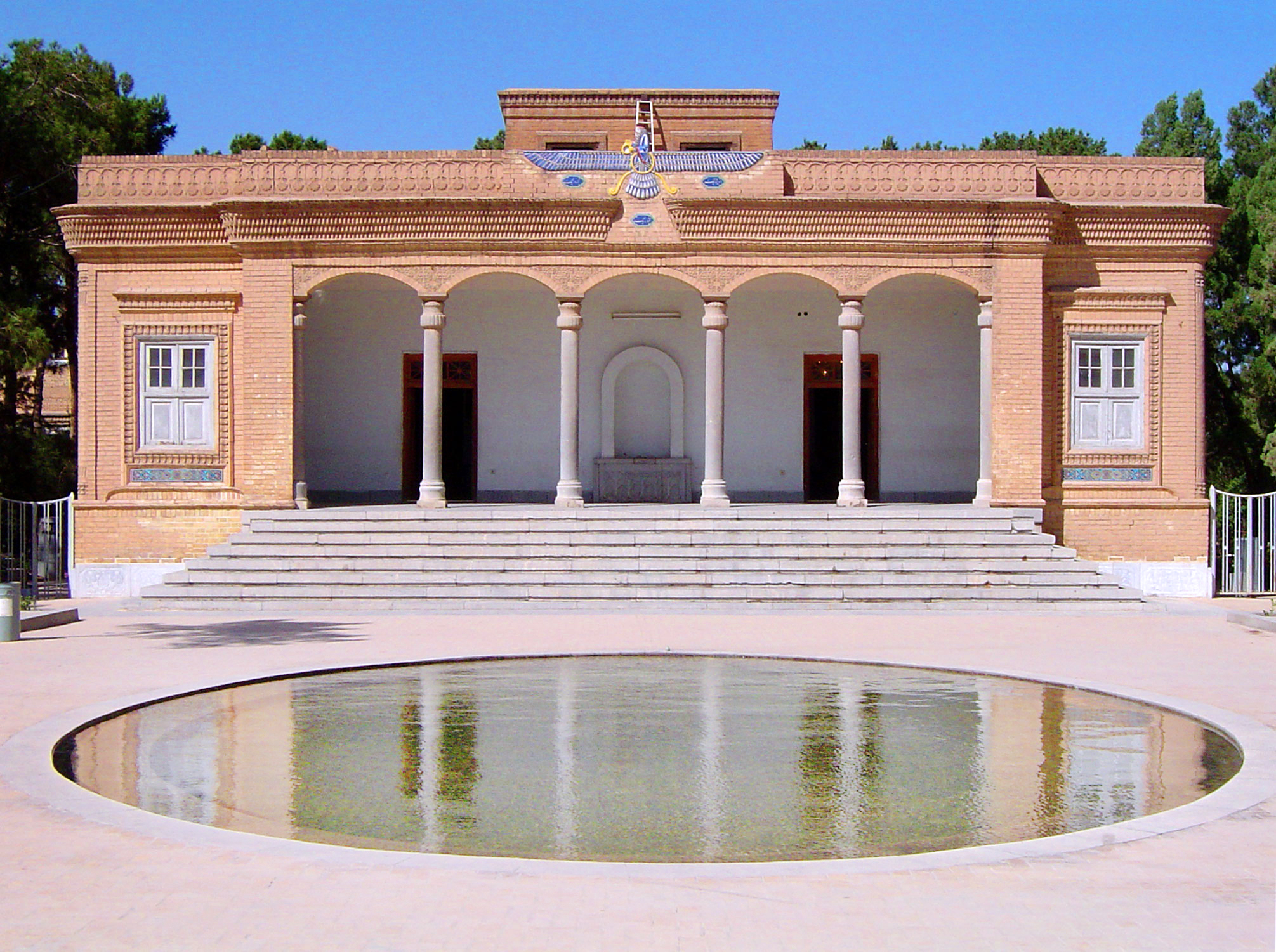
Temple du feu zoroastrien à Yazd

Le zoroastrisme est l'ancienne religion d’État de l'empire perse achéménide. Il s'agit aujourd'hui d'une religion minoritaire que l'on rencontre surtout en Inde et en Iran. Il s'agit d'un système philosophique et religieux monothéiste basé sur les enseignements du prophète Zoroastre et vénérant Ahura Mazda. Le terme "zoroastrisme" est de manière générale synonyme du mazdaïsme, c'est-à-dire du culte d'Ahura Mazda, considéré d'après Zoroastre comme l'autorité divine suprême.
Dans le zoroastrisme, le créateur Ahura Mazda est entièrement bon, et aucun mal ne provient de lui. Ainsi, dans le zoroastrisme, le bien et le mal ont deux sources distinctes, le mal (druj) essayant de détruire la création de Mazda (asha), et le bien essayant de la préserver. Le texte le plus important du zoroastrisme est l'Avesta, dont une majeure partie a été perdue en dehors des pratiques liturgiques. Les parties perdues du texte nous sont connues au travers de références et de citations d'écrits postérieurs, principalement entre les IXe et XIe siècles.
Le nombre de pratiquants actuels du zoroastrisme est inconnu. Une estimation de 2004 avance un chiffre entre 124,000 et 190,000 fidèles, la moitié d'entre eux se trouvant en Inde (les Parsis et Iranis).
Le plus grand nombre de zoroastriens en Asie se trouve en Inde. Selon le recensement de 2001, on y en compte 69 000. En Iran, il y en avait quelque 25 000 selon le recensement de 2011. En 2012, on estime le nombre de zoroastriens en Asie à 61 000 en Inde, entre 15 000 et 22 000 en Iran, 1900 dans les Pays du golfe Persique, 1675 au Pakistan et 372 à Singapour.

## Chamanisme et animisme
Le chamanisme et l'animisme sont pratiqués de longue date en Asie et sont toujours aujourd'hui dans la majeure partie du continent,,,,.

## Irréligion
Selon une enquête du Pew Research Center en 2012, les personnes sans affiliation religieuse (y compris les agnostiques et les athées) représentent environ 21,2 % de la population asiatique. Selon la même enquête, les personnes sans affiliation religieuse constituent la majorité de la population dans quatre pays et territoires asiatiques : la Corée du Nord (71 %), le Japon (57 %), Hong Kong (56 %) et la Chine continentale (52 %).
D'autres sources affirment qu'en république populaire de Chine, 59 % de la population se déclare non religieuse. Cependant, ce pourcentage pourrait en réalité être significativement plus élevé (jusqu'à 80 %) ou plus petit (jusqu'à 30 %) dans la mesure où certains Chinois définissent la religion de manière différente. Certains Chinois définissent la religion comme la pratique de coutumes (qui peuvent être suivies pour des raisons culturelles ou traditionnelles), tandis que d'autres la définissent comme la croyance consciente que leur religion conduira au salut ou à la réincarnation. D'après les chiffres de l'Institut Dentsu, 46 % des Vietnamiens et 51 % des Japonais sont irréligieux.

## Répartition religieuse

### Asie de l'Est
| Pays               | Population    | Christianisme | Christianisme | Islam      | Islam | Sans religion | Sans religion | Hindouisme | Hindouisme | Bouddhisme  | Bouddhisme | Religion traditionnelle | Religion traditionnelle | Autre religion | Autre religion | Judaïsme | Judaïsme |
| Pays               | Population    | Pop.          | %             | Pop.       | %     | Pop.          | %             | Pop.       | %          | Pop.        | %          | Pop.                    | %                       | Pop.           | %              | Pop.     | %        |
| ------------------ | ------------- | ------------- | ------------- | ---------- | ----- | ------------- | ------------- | ---------- | ---------- | ----------- | ---------- | ----------------------- | ----------------------- | -------------- | -------------- | -------- | -------- |
| Chine continentale | 1,341,340,000 | 68,408,340    | 5.10          | 24,144,120 | 1.80  | 700,179,480   | 52.20         | 100,000    | 0.01       | 244,123,880 | 18.20      | 293,753,460             | 21.90                   | 9,389,380      | 0.70           | 0        | 0.00     |
| Hong Kong          | 7,053,947     | 1,048,150     | 14.30         | 126,900    | 1.80  | 3,955,050     | 56.10         | 35,000     | 0.53       | 930,600     | 13.20      | 902,400                 | 12.80                   | 105,750        | 1.50           | 0        | 0.00     |
| Macao              | 540,560       | 38,880        | 7.20          | 1,080      | 0.20  | 83,160        | 15.40         | 200        | 0.04       | 93,420      | 17.30      | 318,060                 | 58.90                   | 5,400          | 1.00           | 0        | 0.00     |
| Taïwan             | 23,220,670    | 1,277,100     | 5.50          | 10,000     | 0.04  | 2,948,940     | 12.70         | 9,000      | 0.01       | 4,945,860   | 21.30      | 10,263,240              | 44.20                   | 3,761,640      | 16.20          | 0        | 0.00     |
| Japon              | 126,540,000   | 2,024,640     | 1.60          | 253,080    | 0.20  | 72,127,800    | 57.00         | 50,000     | 0.04       | 45,807,480  | 36.20      | 506,160                 | 0.40                    | 5,947,380      | 4.70           | 0        | 0.00     |
| Corée du Nord      | 24,350,000    | 487,000       | 2.00          | 0          | 0.00  | 17,361,550    | 71.30         | 10         | 0.00       | 365,250     | 1.50       | 2,995,050               | 12.30                   | 3,141,150      | 12.90          | 0        | 0.00     |
| Corée du Sud       | 48,180,000    | 14,164,920    | 29.40         | 103,773    | 0.20  | 22,355,520    | 46.40         | 50,000     | 0.11       | 11,033,220  | 22.90      | 385,440                 | 0.80                    | 96,360         | 0.20           | 0        | 0.00     |
| Mongolie           | 2,760,000     | 63,480        | 2.30          | 88,320     | 3.20  | 990,840       | 35.90         | 5,000      | 0.01       | 1,520,760   | 55.10      | 96,600                  | 3.50                    | 0              | 0.00           | 0        | 0.00     |
| Total              | 1,573,980,000 | 87,472,510    | 5.56          | 24,719,860 | 1.57  | 820,002,340   | 52.10         | 260,000    | 0.01       | 308,820,470 | 19.62      | 309,220,410             | 19.65                   | 22,447,060     | 1.43           | 0        | 0.00     |

### Asie du Sud-Est
| Pays           | Population  | Christianisme | Christianisme | Islam       | Islam | Sans religion | Sans religion | Hindouisme | Hindouisme | Bouddhisme  | Bouddhisme | Religion traditionnelle | Religion traditionnelle | Autre religion | Autre religion | Judaïsme | Judaïsme |
| Pays           | Population  | Pop.          | %             | Pop.        | %     | Pop.          | %             | Pop.       | %          | Pop.        | %          | Pop.                    | %                       | Pop.           | %              | Pop.     | %        |
| -------------- | ----------- | ------------- | ------------- | ----------- | ----- | ------------- | ------------- | ---------- | ---------- | ----------- | ---------- | ----------------------- | ----------------------- | -------------- | -------------- | -------- | -------- |
| Brunei         | 408,540     | 37,600        | 9.40          | 300,400     | 75.10 | 1,600         | 0.40          | 2,000      | 0.50       | 34,400      | 8.60       | 24,800                  | 6.20                    | 400            | 0.10           | 0        | 0.00     |
| Cambodge       | 14,143,680  | 56,560        | 0.40          | 282,800     | 2.00  | 28,280        | 0.20          | 10,000     | 0.10       | 13,701,660  | 96.90      | 84,840                  | 0.60                    | 0              | 0.00           | 0        | 0.00     |
| Indonésie      | 275.361.267 | 29.008.731    | 10.53         | 231.069.932 | 83.91 | 8.385.396     | 3.04          | 4.677.535  | 1.69       | 2.023.719   | 0.73       | 122.043                 | 0.04                    | 73.911         | 0.02           | 20       | 0.00     |
| Laos           | 6,200,000   | 93,000        | 1.50          | 0           | 0.00  | 55,800        | 0.90          | 1,000      | 0.01       | 4,092,000   | 66.00      | 1,903,400               | 30.70                   | 43,400         | 0.70           | 0        | 0.00     |
| Malaisie       | 32,730,000  | 2,669,600     | 9.20          | 18,090,800  | 63.20 | 198,800       | 0.70          | 1,804,000  | 6.50       | 5,026,800   | 17.70      | 653,200                 | 2.30                    | 56,800         | 0.20           | 0        | 0.00     |
| Birmanie       | 47,960,000  | 3,740,880     | 7.60          | 1,918,400   | 4.00  | 239,800       | 0.50          | 1,015,320  | 2.10       | 38,415,960  | 80.00      | 2,781,680               | 5.80                    | 95,920         | 0.20           | 0        | 0.00     |
| Philippines    | 105,000,000 | 89,000,000    | 85.00         | 5,127,000   | 5.50  | 105,000       | 0.1           | 15,000     | 0.01       | 1,758,000   | 1.50       | 1,398,900               | 1.50                    | 93,260         | 0.10           | 28,473   | 0.03     |
| Singapour      | 5,090,000   | 926,380       | 18.20         | 727,870     | 14.30 | 834,760       | 16.40         | 304,680    | 6.00       | 1,725,510   | 33.90      | 117,070                 | 2.30                    | 493,730        | 9.70           | 0        | 0.00     |
| Thaïlande      | 69,120,000  | 622,080       | 0.90          | 3,801,600   | 5.50  | 207,360       | 0.30          | 100,120    | 0.20       | 64,419,840  | 93.20      | 60,000                  | 0.09                    | 0              | 0.00           | 0        | 0.00     |
| Timor oriental | 1,120,000   | 1,115,520     | 99.60         | 1,120       | 0.10  | 0             | 0.00          | 0          | 0.00       | 0           | 0.00       | 1,120                   | 0.10                    | 0              | 0.00           | 0        | 0.00     |
| Viêt Nam       | 94,700,000  | 7,765,400     | 8.20          | 175,700     | 0.20  | 28,031,200    | 29.60         | 201,200    | 0.21       | 15,530,800  | 16.40      | 42,899,100              | 45.30                   | 351,400        | 0.40           | 0        | 0.00     |
| Total          | 593,410,000 | 116,571,210   | 21.33         | 245,594,630 | 40.08 | 31,903,260    | 4.70          | 9,332,110  | 1.40       | 143,582,660 | 24.20      | 47,540,670              | 8.01                    | 1,374,780      | 0.23           | 28,437   | 0.00     |

### Asie du Sud
| Pays        | Population    | Christianisme | Christianisme | Islam       | Islam | Sans religion | Sans religion | Hindouisme    | Hindouisme | Bouddhisme | Bouddhisme | Religion traditionnelle | Religion traditionnelle | Autre religion | Autre religion | Judaisme | Judaisme |
| Pays        | Population    | Pop.          | %             | Pop.        | %     | Pop.          | %             | Pop.          | %          | Pop.       | %          | Pop.                    | %                       | Pop.           | %              | Pop.     | %        |
| ----------- | ------------- | ------------- | ------------- | ----------- | ----- | ------------- | ------------- | ------------- | ---------- | ---------- | ---------- | ----------------------- | ----------------------- | -------------- | -------------- | -------- | -------- |
| Afghanistan | 31,415,280    | 31,410        | 0.10          | 31,315,770  | 99.70 | 0             | 0.00          | 60,000        | 0.09       | 0          | 0.00       | 0                       | 0.00                    | 20,000         | 0.06           | 0        | 0.00     |
| Bangladesh  | 165,870,000   | 297,380       | 0.20          | 147,624,300 | 89    | 80,000        | 0.05          | 16,752,870    | 10.10      | 743,450    | 0.50       | 594,760                 | 0.40                    | 30,000         | 0.02           | 0        | 0.00     |
| Bhoutan     | 730,440       | 0             | 0             | 0           | 0     | 0             | 0.00          | 170,980       | 25.00      | 545,310    | 74.70      | 13,870                  | 1.90                    | 0              | 0.00           | 0        | 0.00     |
| Inde        | 1,354,610,000 | 27,615,250    | 2.20          | 204,546,110 | 15.1  | 1,870,000     | 0.16          | 1,076,914,950 | 79.5       | 9,996,880  | 0.80       | 6,123,050               | 0.50                    | 28,166,030     | 2.30           | 10,000   | 0.00     |
| Maldives    | 320,000       | 1,280         | 0.40          | 314,880     | 98.40 | 0             | 0.00          | 9,600         | 0.80       | 1,920      | 0.60       | 0                       | 0.00                    | 0              | 0.00           | 0        | 0.00     |
| Népal       | 30,860,000    | 149,800       | 0.50          | 1,419,560   | 4.60  | 89,880        | 0.30          | 26,138,420    | 84.70      | 3,085,880  | 10.30      | 1,108,520               | 3.70                    | 20,000         | 0.07           | 0        | 0.00     |
| Pakistan    | 211,100,000   | 2,637,586     | 1.27          | 203,648,170 | 96.47 | 20,000        | 0.01          | 4,444,437     | 2.14       | 20,000     | 0.01       | 30,000                  | 0.02                    | 20,000         | 0.01           | 0        | 0.00     |
| Sri Lanka   | 20,860,000    | 1,522,780     | 7.30          | 2,044,280   | 9.80  | 0             | 0.00          | 2,836,960     | 13.60      | 14,455,980 | 70.30      | 0                       | 0.00                    | 0              | 0.00           | 0        | 0.00     |
| Total       | 1,720,170,000 | 32,367,580    | 2.01          | 590,913,070 | 34.35 | 2,059,880     | 0.13          | 1,099,574,000 | 67.00      | 28,649,420 | 1.71       | 7,870,200               | 0.49                    | 28,236,030     | 1.70           | 10,000   | 0.00     |

### Asie centrale
| Pays         | Population | Christianisme | Christianisme | Islam      | Islam | sans religion | sans religion | Hindouisme | Hindouisme | Bouddhisme | Bouddhisme | religion traditionnelle | religion traditionnelle | Autre religion | Autre religion | Judaisme | Judaisme |
| Pays         | Population | Pop.          | %             | Pop.       | %     | Pop.          | %             | Pop.       | %          | Pop.       | %          | Pop.                    | %                       | Pop.           | %              | Pop.     | %        |
| ------------ | ---------- | ------------- | ------------- | ---------- | ----- | ------------- | ------------- | ---------- | ---------- | ---------- | ---------- | ----------------------- | ----------------------- | -------------- | -------------- | -------- | -------- |
| Kazakhstan   | 16,030,460 | 3,975,440     | 24.8          | 11,285,120 | 70.4  | 673,260       | 4.2           | 5,000      | 0.01       | 32,060     | 0.2        | 48,090                  | 0.3                     | 16,030         | 0.1            | 0        | 0.00     |
| Kirghizstan  | 5,333,440  | 607,620       | 11.40         | 4,690,400  | 88.0  | 21,320        | 0.40          | 1,000      | 0.01       | 0          | 0.00       | 5,330                   | 0.1                     | 0              | 0.00           | 0        | 0.00     |
| Tadjikistan  | 6,880,000  | 110,080       | 1.6           | 6,652,960  | 96.7  | 103,200       | 1.5           | 9,000      | 0.01       | 0          | 0.00       | 0                       | 0.00                    | 0              | 0.00           | 0        | 0.00     |
| Turkménistan | 5,040,000  | 322,560       | 6.4           | 4,687,200  | 93.0  | 25,200        | 0.5           | 6,000      | 0.00       | 0          | 0.00       | 0                       | 0.00                    | 0              | 0.00           | 0        | 0.00     |
| Ouzbékistan  | 27,440,000 | 631,120       | 2.3           | 26,534,480 | 96.7  | 219,520       | 0.8           | 16,000     | 0.01       | 1,000      | < 0.01     | 1,000                   | < 0.01                  | 0              | 0.00           | 1,000    | < 0.01   |
| Total        | 60,720,000 | 5,646,820     | 9.30          | 53,850,160 | 88.69 | 1,042,500     | 1.72          | 55000      | 0.01       | 33,060     | < 0.05     | 54,420                  | 0.10                    | 16,030         | < 0.05         | 1,000    | < 0.01   |

### Asie de l'Ouest
| Pays                | Population  | Christianisme | Christianisme | Islam       | Islam | sans religion | sans religion | Hindouisme | Hindouisme | Bouddhisme | Bouddhisme | Religion traditionnelle | Religion traditionnelle | Autre religion | Autre religion | Judaïsme  | Judaïsme |
| Pays                | Population  | Pop.          | %             | Pop.        | %     | Pop.          | %             | Pop.       | %          | Pop.       | %          | Pop.                    | %                       | Pop.           | %              | Pop.      | %        |
| ------------------- | ----------- | ------------- | ------------- | ----------- | ----- | ------------- | ------------- | ---------- | ---------- | ---------- | ---------- | ----------------------- | ----------------------- | -------------- | -------------- | --------- | -------- |
| Arménie             | 3,091,245   | 3,043,650     | 98.50         | 0           | 0.00  | 40,170        | 1.30          | 0          | 0.00       | 0          | 0.00       | 0                       | 0.00                    | 3,090          | 0.10           | 0         | 0.00     |
| Azerbaïdjan         | 9,191,720   | 275,700       | 3.00          | 8,905,110   | 96.90 | 0             | 0.00          | 0          | 0.00       | 0          | 0.00       | 0                       | 0.00                    | 0              | 0.00           | 0         | 0.00     |
| Bahreïn             | 1,260,000   | 182,700       | 14.50         | 885,780     | 70.30 | 23,940        | 1.90          | 123,480    | 9.80       | 31,500     | 2.50       | 0                       | 0.00                    | 2,520          | 0.20           | 7,560     | 0.60     |
| Chypre              | 1,100,000   | 805,200       | 73.20         | 278,300     | 25.30 | 13,200        | 1.20          | 0          | 0.00       | 2,200      | 0.20       | 0                       | 0.00                    | 0              | 0.00           | 0         | 0.00     |
| Iran                | 85,000,000  | 340,000       | 0.4           | 82,025,000  | 96.5  | 1,275,000     | 1.5           | 0          | 0.00       | 0          | 0.00       | 0                       | 0.00                    | 1,360,000      | 1.6            | 0         | 0.00     |
| Irak                | 31,670,000  | 253,360       | 0.80          | 31,353,300  | 99.00 | 31,670        | 0.10          | 0          | 0.00       | 0          | 0.00       | 0                       | 0.00                    | 20,000         | 0.06           | 0         | 0.00     |
| Israël              | 7,420,000   | 148,400       | 2.00          | 1,380,120   | 18.60 | 230,020       | 3.10          | 0          | 0.00       | 22,260     | 0.30       | 14,840                  | 0.20                    | 7,420          | 0.10           | 5,609,520 | 75.60    |
| Jordanie            | 6,190,000   | 136,180       | 2.20          | 6,016,680   | 97.20 | 0             | 0.00          | 6,190      | 0.10       | 24,760     | 0.40       | 0                       | 0.00                    | 0              | 0.00           | 0         | 0.00     |
| Koweït              | 2,740,000   | 391,820       | 14.30         | 2,030,340   | 74.10 | 0             | 0.00          | 232,900    | 8.50       | 76,720     | 2.80       | 0                       | 0.00                    | 8,220          | 0.30           | 0         | 0.00     |
| Liban               | 4,230,000   | 2,170,090     | 47.30         | 2,592,990   | 55.30 | 12,690        | 0.30          | 0          | 0.00       | 8,460      | 0.20       | 0                       | 0.00                    | 0              | 0.00           | 0         | 0.00     |
| Oman                | 2,780,000   | 180,700       | 6.50          | 2,388,020   | 85.90 | 5,560         | 0.20          | 152,900    | 5.50       | 22,240     | 0.80       | 0                       | 0.00                    | 27,800         | 1.00           | 0         | 0.00     |
| Palestine           | 4,040,000   | 96,960        | 2.40          | 3,943,040   | 97.60 | 0             | 0.00          | 0          | 0.00       | 0          | 0.00       | 0                       | 0.00                    | 0              | 0.00           | 0         | 0.00     |
| Qatar               | 1,760,000   | 242,880       | 14.2          | 1,152,800   | 65.5  | 15,840        | 0.90          | 242,880    | 15.1       | 54,560     | 3.10       | 0                       | 0.00                    | 12,320         | 0.70           | 0         | 0.00     |
| Arabie Saoudite     | 27,450,000  | 1,207,800     | 4.40          | 25,528,500  | 93.00 | 192,150       | 0.70          | 301,950    | 1.10       | 82,350     | 0.30       | 82,350                  | 0.30                    | 82,350         | 0.30           | 0         | 0.00     |
| Syrie               | 20,410,000  | 1,061,320     | 5.20          | 18,940,480  | 92.80 | 408,200       | 2.00          | 0          | 0.00       | 0          | 0.00       | 0                       | 0.00                    | 0              | 0.00           | 0         | 0.00     |
| Turquie             | 72,750,000  | 291,000       | 0.40          | 71,295,000  | 98.00 | 873,000       | 1.20          | 0          | 0.00       | 40,000     | 0.05       | 20,000                  | 0.03                    | 145,500        | 0.20           | 20,000    | 0.03     |
| Emirats Arabes Unis | 7,510,000   | 946,260       | 14            | 5,775,190   | 70    | 82,610        | 1.10          | 495,660    | 10         | 150,200    | 2.00       | 0                       | 0.00                    | 60,080         | 0.80           | 0         | 0.00     |
| Yémen               | 24,050,000  | 48,100        | 0.20          | 23,833,550  | 99.10 | 24,050        | 0.10          | 144,300    | 0.60       | 0          | 0.00       | 0                       | 0.00                    | 0              | 0.00           | 0         | 0.00     |
| Total               | 310,787,248 | 12,759,354    | 3.87          | 290,758,294 | 92.59 | 4,238,495     | 1.16          | 1,562,736  | 0.28       | 514,257    | 0.10       | 172,635                 | 0.10                    | 712,838        | 0.30           | 5,821,928 | 2.02     |